# Monumentul comemorativ al Olgăi Mazur (Slobozia)
Monumentul comemorativ al Olgăi Mazur este un monument amplasat în Slobozia, Republica Moldova. Este un monument istoric și de artă de importanță națională inclus în Registrul monumentelor Republicii Moldova ocrotite de stat cu nr. 1277 (raionul Slobozia). Datează din 1966.